# Rodná
Rodná (en allemand : Rodna) est une commune du district de Tábor, dans la région de Bohême-du-Sud, en République tchèque. Sa population s'élevait à 95 habitants en 2020.

## Géographie
Rodná se trouve à 15 km au nord-est de Tábor, à 64 km au nord-est de České Budějovice et à 72 km au sud-est de Prague.
La commune est limitée par Mladá Vožice et Smilovy Hory au nord, par Bradáčov à l'est, par Vodice et Dolní Hořice au sud et par Pohnání et Dolní Hrachovice à l'ouest.

## Histoire
La première mention écrite du village date de 1394.

## Administration
La commune se compose de trois quartiers :
- Blanička
- Nahořany u Mladé Vožice
- Rodná

## Galerie

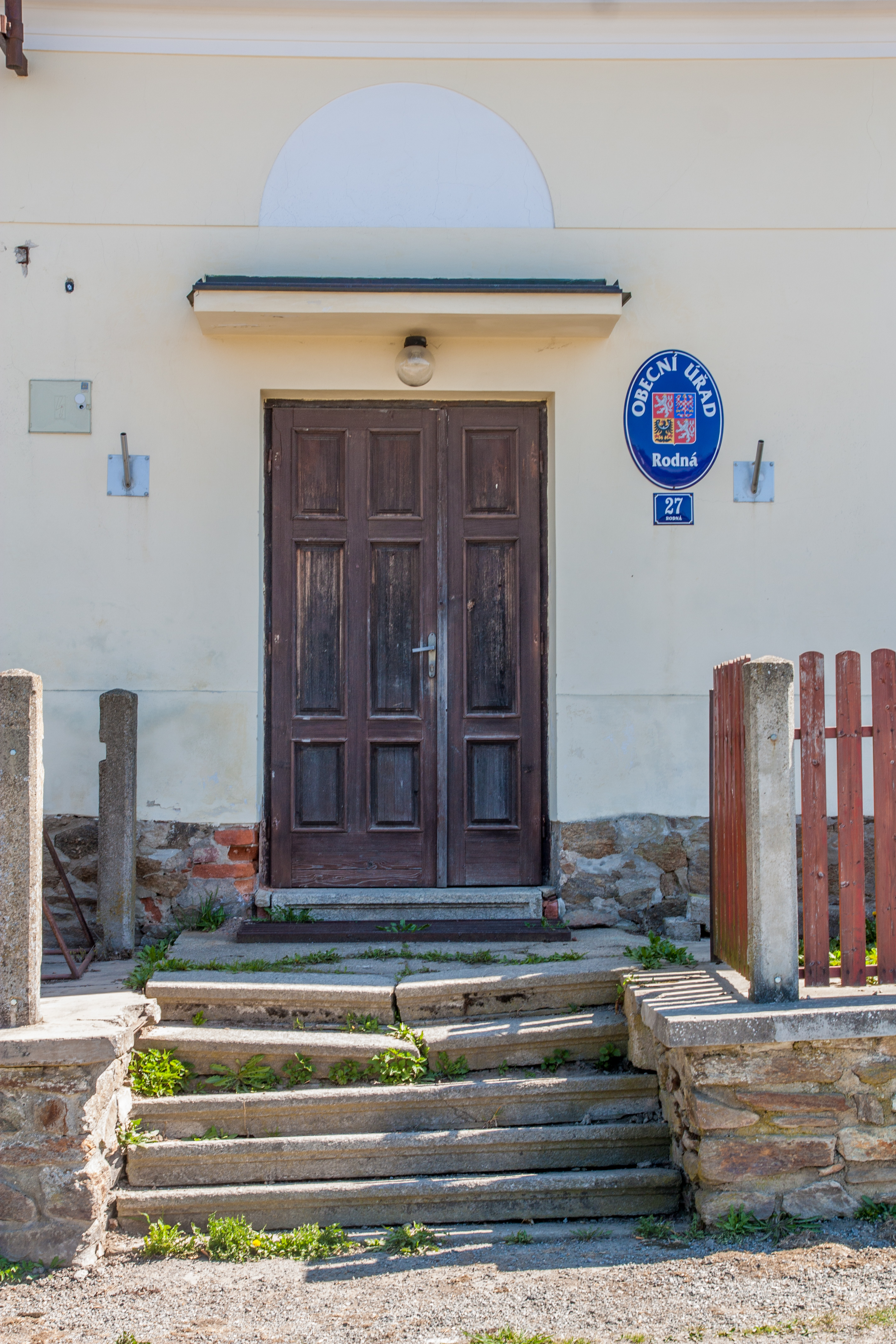
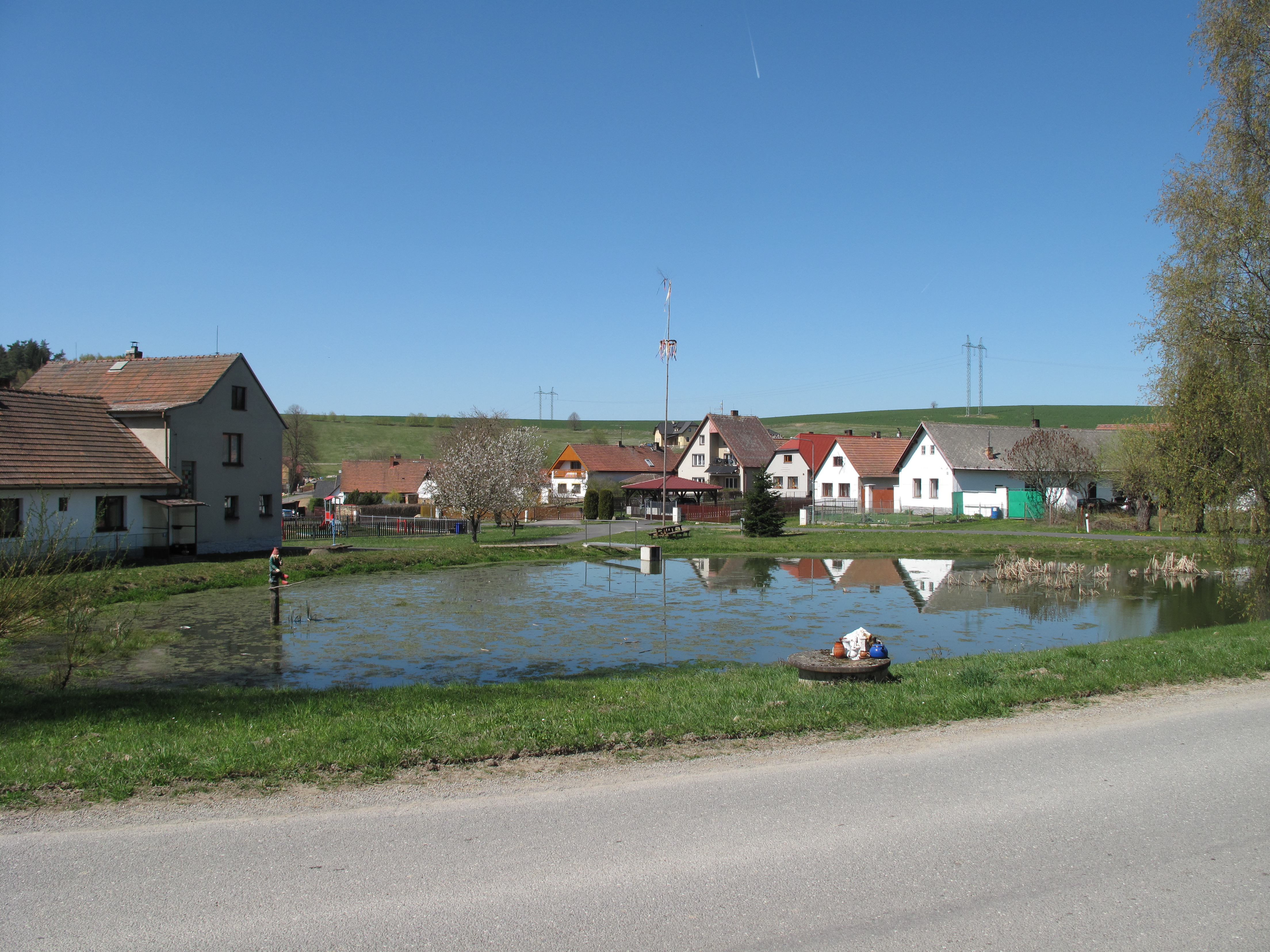
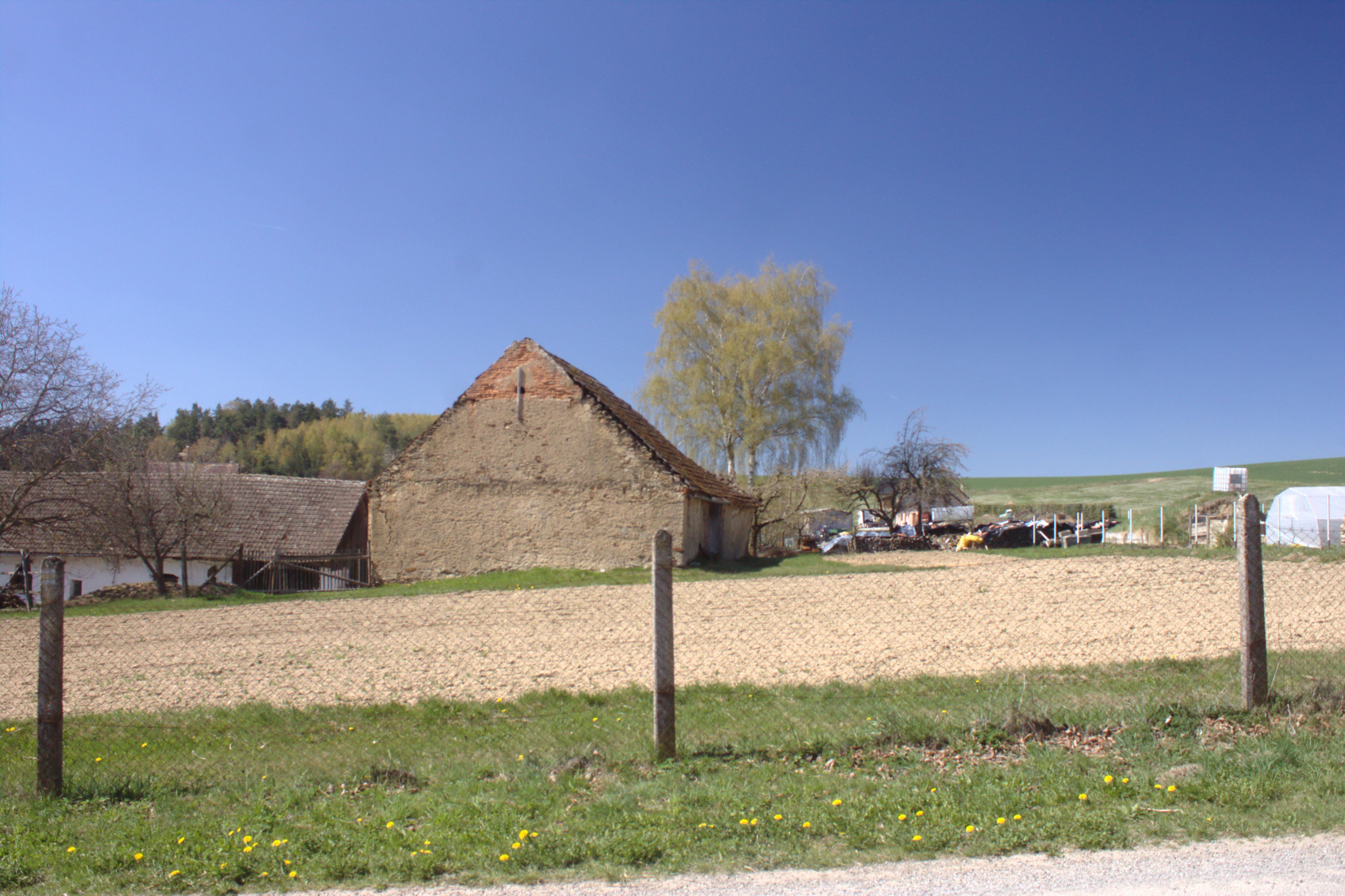